# Helicteres krapovickasii
Helicteres krapovickasii är en malvaväxtart som beskrevs av Cristóbal. Helicteres krapovickasii ingår i släktet Helicteres och familjen malvaväxter. Inga underarter finns listade i Catalogue of Life.